# Монте (Верчели)
Монте је насеље у Италији у округу Верчели, региону Пијемонт.
Према процени из 2011. у насељу је живело 93 становника. Насеље се налази на надморској висини од 163 м.